# Талдисай (Алгинський район)
Талдиса́й (каз. Талдысай) — село у складі Алгинського району Актюбінської області Казахстану. Входить до складу Тамдинського сільського округу.
В Радянські часи селоназивалося Новоукраїнка.
Населення — 234 особи (2021; 309 у 2009, 316 у 1999, 155 у 1989).